# Larissa Mies Bombardi
Larissa Mies Bombardi, née en 1972, est une géographe, universitaire et lanceuse d’alerte brésilienne étudiant « les questions agraires, agricoles et les mouvements sociaux dans les campagnes ». Elle vit en exil en France depuis 2019.

## Biographie
Larissa Mies Bombardi naît en 1972 dans une famille citadine ; son père est mécanicien et sa mère éditrice. En 1992, elle effectue un voyage en bus de 2 000 km dans la forêt amazonienne et y découvre la déforestation et les feux de forêt. À l’Université de São Paulo, elle étudie l’agriculture et la dégradation des conditions de vie en zone rurale aux alentours de Campinas. Enseignant à l’Université, elle publie à partir de 2001 des études sur les mouvements paysans, l’utilisation des pesticides et les droits de l’homme au Brésil. En 2017, elle est chercheuse invitée à l’Université de Strathclyde. Elle y découvre que des pesticides sont produits dans l’Union européenne, où ils sont interdits à l’utilisation, et utilisés au Brésil.
Le 29 avril 2019, elle publie A Geography of Agrotoxins Use in Brazil and its Relations to the European Union (« une géographie de l’utilisation des agrotoxines au Brésil et ses relations avec l’Union européenne ». Dans cet ouvrage, elle montre à l’aide de nombreuses cartes et schémas l'impact des pesticides sur la santé des brésiliens et l’exportation en Europe de produits agricoles brésiliens utilisant des produits interdits dans l’Union,. Elle critique la politique agricole du gouvernement de Jair Bolsonaro. Elle est attaquée par une partie de la presse et l’agro-industrie brésilienne. en décembre 2019, elle est invitée par le groupe de la Gauche au Parlement européen pour effectuer un discours sur les pesticides. Elle y acquiert une importante notoriété et on lui conseille de ne pas rentrer au Brésil où elle est en danger, mais elle refuse.
Pendant le confinement du à la pandémie de Covid-19 au Brésil, elle est cambriolée et séquestrée dans sa salle de bain pendant qu’on lui vole son ordinateur. Elle reçoit plusieurs messages de menace et le doyen de l’université lui conseille de quitter le pays. Le 7 avril 2021, elle prend un avion pour Paris et s’exile en France avec ses deux jeunes enfants. Elle poursuit ses travaux et est depuis 2023 la coordinatrice de la International Pesticide Standard Alliance.

## Publications en français
- Pesticides : Un colonialisme chimique, Anacaona, 2024, 102 p. (ISBN 978-2-490297-31-3, EAN 9782490297313)[4]